# Francières (Somme)
Francières is een gemeente in het Franse departement Somme (regio Hauts-de-France) en telt 159 inwoners (2004). De plaats maakt deel uit van het arrondissement Abbeville.

## Geografie
De oppervlakte van Francières bedraagt 5,9 km², de bevolkingsdichtheid is 26,9 inwoners per km².
De onderstaande kaart toont de ligging van Francières (Somme) met de belangrijkste infrastructuur en aangrenzende gemeenten.

## Demografie
Onderstaande figuur toont het verloop van het inwonertal (bron: INSEE-tellingen).